# Sclerochilus gewemuelleri
Sclerochilus gewemuelleri is een mosselkreeftjessoort uit de familie van de Bythocytheridae. De wetenschappelijke naam van de soort is voor het eerst geldig gepubliceerd in 1939 door Dubowsky.